# Ян Пьотровски
Ян Пьотро̀вски (на полски: Jan Piotrowski) е полски римокатолически духовник, доктор по богословие, викарен епископ на Тарновската епархия и титулярен епископ на Синити (2014), епископ на Келецката епархия от 2014 година.

## Биография
Ян Пьотровски е роден на 5 януари 1953 година в село Шчурова, близо до Бжеско. Завършва средно образование в Радлов, след което постъпва във Висшата духовна семинария в Тарнов. На 25 май 1980 година е ръкоположен за свещеник в Тарновската катедрала от ръцете на Йежи Аблевич, тарновския епископ. Служи като викарий в енориите Пшецлав и Милец-Свети Дух. В периода 1984 – 1991 година е мисионер в Република Конго. През 1992 година специализира в Католическия институт в Париж. Защитава докторска дисертация в Католическата богословска академия във Варшава на тема: „Основаване и съзряване на Църквата в конгоанската област Гран Ниари (втора евангелизация 1883 – 1991)“ (на полски: Zakładanie i dojrzewanie Kościoła w Kongijskiej Krainie Grand Niari (druga ewangelizacja 1883 – 1991)). От 2009 година е енорийски свещеник на енорията „Света Маргарита“ в Нови Сонч.
На 14 декември 2013 година папа Франциск го номинира за викарен епископ на Тарновската епархия и титулярен епископ на Синити. Приема епископско посвещение (хиротония) на 25 януари 2014 година в Тарновската катедрала от Анджей Йеж, тарновски епископ, арх. Челестино Мильоре, папски нунций и Владислав Бобовски, почетен тарновски епископ. На 14 октомври папата го номинита за келецки епископ. Приема канонично епархията на 28 ноември и влиза в Келецката катедрала като епископ на следващия ден.